# Cung điện ở Kościelniki Górne
Cung điện ở Kościelniki Górne (tiếng Ba Lan: Pałac w Kościelnikach Górnych) là một cung điện được xây dựng trong giai đoạn 1866–1867. Cung điện tọa lạc ở làng Kościelniki Górne, huyện Lubański, tỉnh Dolnośląskie, Ba Lan. Cung điện có tên trong sổ đăng ký di tích. Hiện tại, công trình kiến trúc này thuộc sở hữu tư nhân.

## Đôi nét về cung điện
Địa điểm xây dựng cung điện từng là một trang viên được xây dựng vào thế kỷ 17. Cung điện hiện tại được xây dựng trong giai đoạn 1866–1867, là kết quả từ quá trình mở rộng trang viên.
Công trình kiến trúc này là một tòa nhà theo phong cách chiết trung, có nhiều gian, mỗi gian hai hoặc ba tầng. Cung điện được xây dựng trên một mặt phẳng bị chi cắt, gồm tháp pháo, sân thượng, một tòa nhà dân cư và gác lửng. Mặt tiền cung điện được trang trí phong phú. Công trình kiến trúc này là một phần trong khu phức hợp cung điện, bao gồm các trang trại từ đầu thế kỷ 19, hai tòa nhà ở, một chuồng bò, một kho lương thực và một nông trường. Phía sau các tòa nhà dân cư có một công viên cảnh quan từ đầu thế kỷ 19.